# Quarter Moon in a Ten Cent Town
Quarter Moon in a Ten Cent Town är ett musikalbum av Emmylou Harris som släpptes 1978 på Warner Bros. Records. "Easy From Now On", "To Daddy" och "Two More Bottles of Wine" släpptes som singlar från albumet. Alla tre nådde placering på Billboards countrysingellista, och den sistnämnda nådde förstaplatsen.

## Låtlista
(upphovsman inom parentes)
1. "Easy From Now On" (Susanna Clark, Carlene Carter Routh) - 3:07
2. "Two More Bottles of Wine" (Delbert McClinton) - 3:07
3. "To Daddy" (Dolly Parton) - 2:47
4. "My Songbird" (Jesse Winchester) - 3:09
5. "Leaving Louisiana in the Broad Daylight" (Rodney Crowell, Donivan Cowart) - 4:20
6. "Defying Gravity" (Jesse Winchester) - 4:16
7. "I Ain't Living Long Like This" (Rodney Crowell) - 4:06
8. "One Paper Kid" (med Willie Nelson) (Walter Martin Cowart) - 2:57
9. "Green Rolling Hills" (med Fayssoux Starling) (Utah Phillips) - 3:40
10. "Burn That Candle" (Winfield Scott) - 4:27

## Listplaceringar
- Billboard 200, USA: #29[1]
- Billboard Country Albums: #3
- UK Albums Chart, Storbritannien: #40[2]
- Topplistan, Sverige: #40[3]